# Partido judicial de Plasencia
El partido judicial de Plasencia  es uno de los siete partidos judiciales actuales de la provincia de Cáceres en la comunidad autónoma de Extremadura.

## Localización
Situado en el norte de la provincia, linda al norte con el la provincia de Salamanca; al sur con los partidos de Cáceres y de Trujillo; al este con la provincia de Ávila y con el Partido Judicial de Navalmoral de la Mata; y al oeste con el Partido Judicial de Coria.

## Municipios adscritos
La Ley 38/1988 de 28 de diciembre, de demarcación y de planta judicial integró a los siguientes municipios en el partido judicial número 4 de la provincia de Cáceres.
- Abadía
- Aceituna
- Ahigal
- Alagón del Río (desde 2009)[2]
- Aldeanueva del Camino
- Aldehuela de Jerte
- Arroyomolinos de la Vera
- Baños de Montemayor
- Barrado
- Cabezabellosa
- Cabezuela del Valle
- Cabrero
- Caminomorisco
- Carcaboso
- Casar de Palomero
- Casares de las Hurdes
- Casas del Castañar
- Casas del Monte
- Cerezo
- Collado
- Galisteo
- La Garganta
- Garganta la Olla
- Gargantilla
- Gargüera
- La Granja
- Guijo de Granadilla
- Hervás
- Jaraíz de la Vera
- Jarilla
- Jerte
- Ladrillar
- Malpartida de Plasencia
- Marchagaz
- Mirabel
- Mohedas
- Montehermoso
- Navaconcejo
- Nuñomoral
- Oliva de Plasencia
- Palomero
- Pasarón de la Vera
- la Pesga
- Pinofranqueado
- Piornal
- Plasencia
- Rebollar
- Santa Cruz de Paniagua
- Santibáñez el Bajo
- Segura de Toro
- Serradilla
- Tejeda de Tiétar
- Tornavacas
- El Torno
- Torrejón el Rubio
- Torremenga
- Valdastillas
- Valdeobispo
- Villar de Plasencia
- Zarza de Granadilla

## Historia

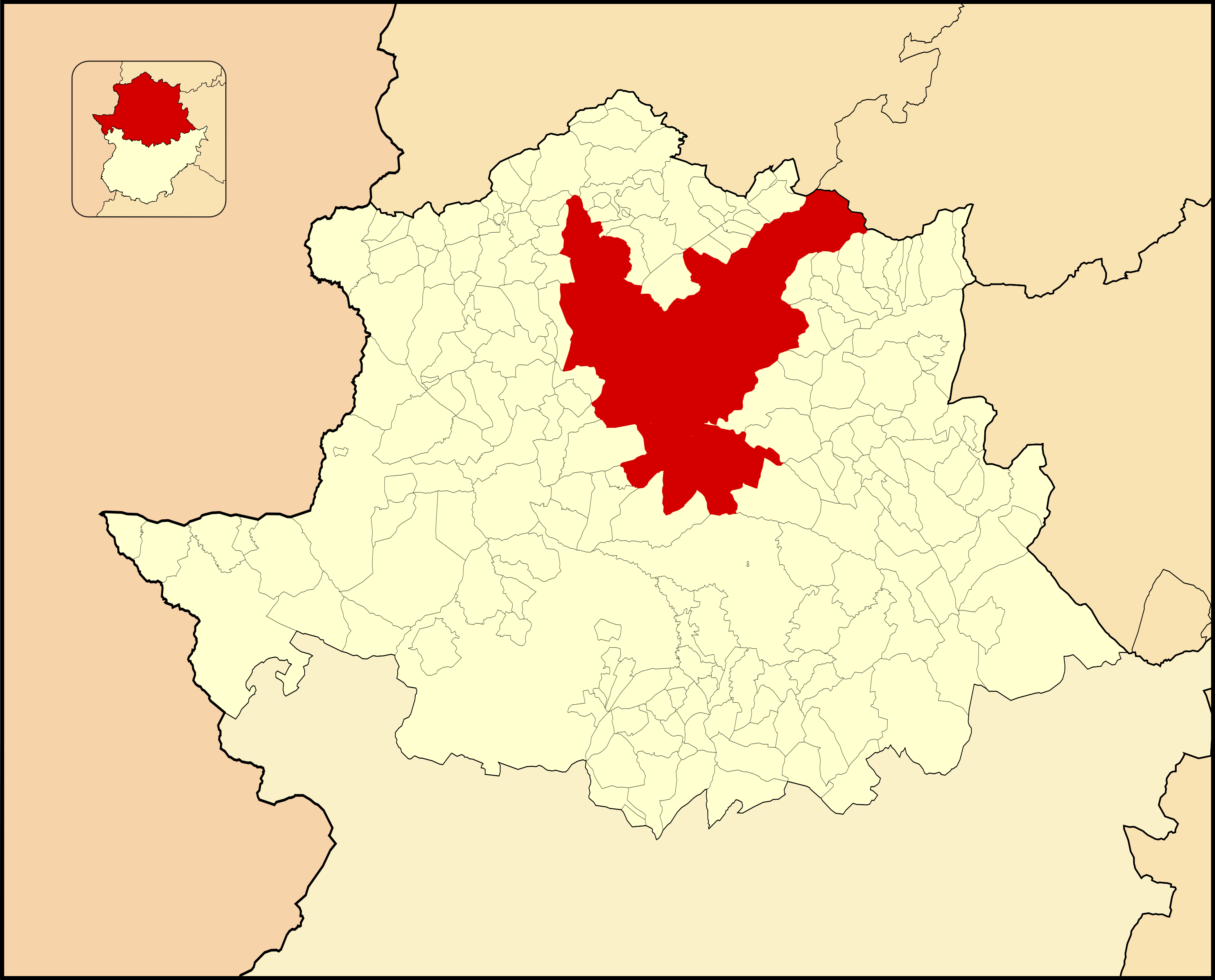
Partido judicial de Plasencia antes de 1988.

Sus orígenes datan de principios del siglo XIX. Se constituyó en 1834 por 28 municipios, que quedaron reducidos a 24 por desaparecer cuatro de ellos:Actualmente (2024) lo componen 60 municipios.
- Aldehuela
- Arroyomolinos de la Vera
- La Asperilla (integrado en Casas del Castañar; actualmente despoblado)
- Barrado
- Cabezabellosa
- Cabezuela
- Cabrero
- Carcaboso
- Casas del Castañar
- Corchuelas (integrado en Torrejón el Rubio; actualmente despoblado)
- Galisteo
- Gargüera
- Malpartida de Plasencia
- Mirabel
- Montehermoso
- Navaconcejo
- Oliva de Plasencia
- Piornal
- Plasencia
- Serradilla
- Tejeda
- El Torno
- Torrejón el Rubio
- Vadillo (integrado en Cabezuela del Valle; posteriormente despoblado; actualmente barrio de Cabezuela)
- Valdastillas
- Valdeobispo
- Villar de Plasencia
- Villarreal de San Carlos (integrado en Serradilla)

En 1926 se integran Jerte y Tornavacas, tras segregarse del partido judicial de Jarandilla.
En 1929 se integra Rebollar, tras segregarse de Valdastillas.
En 1964 se integra Santibáñez el Bajo, tras segregarse del partido judicial de Hervás.
Tras la reforma de 1988, los trece partidos iniciales de la provincia de Cáceres se redujeron a los siete actuales, debido a lo cual se integraron en el partido de Plasencia todos los municipios del partido judicial de Hervás y parte de los del partido judicial de Jarandilla.
En 2009 se integra Alagón del Río, tras segregarse de Galisteo.
El Ministerio de Agricultura, Alimentación y Medio Ambiente ha propuesto constituir una comarca con el nombre de "comarca de Plasencia" en el territorio que abarcaba el partido judicial antes de 1988.